# Tubacera
Tubacera es un género de foraminífero bentónico considerado un sinónimo posterior de Serpenulina de la subfamilia Ammovolummininae, de la familia Ammovolummidae, de la superfamilia Hippocrepinoidea, del suborden Hippocrepinina y del orden Astrorhizida. Su especie tipo era Ammovolummina sphaerica. Su rango cronoestratigráfico abarcaba el Devónico.

## Discusión
Clasificaciones previas incluirían Tubacera en la familia Ammodiscidae, de la superfamilia Ammodiscoidea, del suborden Textulariina y del orden Textulariida.

## Clasificación
Tubacera incluía a la siguiente especie:
- Tubacera sphaerica †